# Culture des Cyclades
Subdivisions
- le Cycladique Ancien I (CA I) (3200 - 2800) ou période Grotta-Pelos ;
- le Cycladique Ancien II (CA II) (2800 - 2300) ou période Kéros-Syros ;
- le Cycladique Ancien III (CA III) (2300 - 2000) ou période Phylakopi.

La culture des Cyclades est une culture archéologique de l'Âge du bronze, apparue dans les iles de l'archipel des Cyclades en mer Égée et dont l'apogée se situe au IIIe millénaire av. J.-C. . 
Elle est particulièrement connue pour ses idoles de marbre travaillé à l'obsidienne, dont on a retrouvé des exemplaires jusque dans la péninsule Ibérique et dans le delta du Danube, ce qui prouve son dynamisme.
C'est l'archéologue grec Chrístos Tsoúntas qui, à la fin du XIXe siècle, a suggéré, en rapprochant des découvertes archéologiques sur de nombreuses iles de la mer Egée, l'existence d'une unité culturelle des Cyclades au IIIe millénaire av. J.-C. : la civilisation cycladique. 
On distingue traditionnellement trois grandes périodes de cette civilisation :
- Cycladique Ancien (3200-2000) lui-même divisé en 
  - Cycladique Ancien I (CA I) (3200 - 2800) aussi appelé culture de Grotta-Pelos ;
  - Cycladique Ancien II (CA II) (2800 - 2300) aussi appelé culture de Kéros-Syros, souvent considéré comme l'apogée de la culture cycladique ;
  - Cycladique Ancien III (CA III) (2300 - 2000) ou culture de Phylakopi ;
- Cycladique moyen (2000-1600), caractérisé par l'influence de la civilisation minoenne dans les Cyclades ;
- Cycladique récent (1600-1000), caractérisé par l'influence de la civilisation mycénienne.

La culture des Cyclades est en effet un peu plus ancienne que la civilisation minoenne de Crète, dont elle a influencé les débuts : des statuettes cycladiques ont été importées en Crète et les artisans locaux ont imité les techniques cycladiques, comme l'attestent les sites d'Aghia Photia et d'Archánes. De même,  en Attique, le cimetière d'Aghios Kosmas a révélé des tombes de type cycladique contenant des objets indiquant une influence cycladique certaine.

## Historiographie

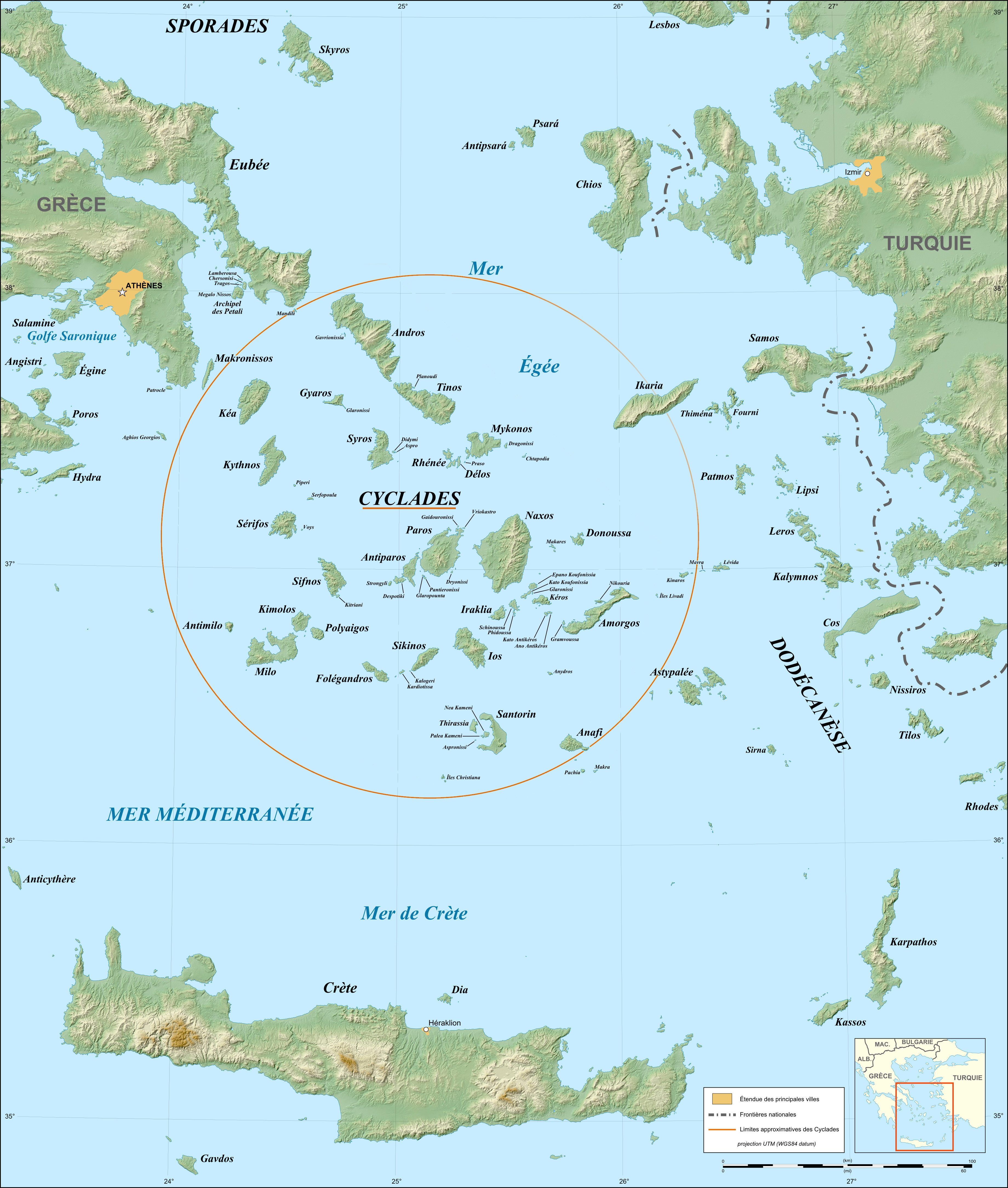
Archipel des Cyclades

En 1818, le Révérend Robert Walpole (à ne pas confondre avec le Premier Ministre whig du XVIIIe siècle) publie dans Memoirs relating to European and Asiatic Turkey and other countries of the East from Manuscripts Journals une statuette cycladique. Il la décrivait comme une « divinité […] raide et inexpressive ». Il la datait alors d'avant l'époque de Dédale, quelque part entre 700 et 600 avant notre ère.
C'est Theodore Bent qui lors de son séjour dans les Cyclades en 1883-1884 mit le premier au jour des tombes néolithiques (Antiparos). Il fut le premier à affirmer l'originalité de la culture cycladique dans ses articles du Journal of Hellenic Studies. Les statuettes cycladiques qu'il découvrit alors sont maintenant au British Museum. Les Allemands U. Köhler (de) et F. Duemmler (fouilles à Amorgós) augmentèrent la connaissance de la culture cycladique.
Les fouilles britanniques du site néolithique de Phylakopi (Milos) furent les premières fouilles de la British School at Athens. Elles permirent d'établir une première chronologie cycladique : le premier bourg de Phylakopi serait contemporaine de la seconde cité de Troie. L'archéologue écossais Duncan Mackenzie y fit ses premières armes, avant de partir pour la Crète, où Arthur John Evans venait de mettre au jour le palais de Cnossos.
C'est le professeur Chrístos Tsoúntas qui révéla définitivement la culture cycladique avec ses fouilles systématiques à Syros, Sifnos, Paros, Amorgós, Antiparos et Despotikó au Sud d'Antiparos. Son successeur Klon Stephanos mit au jour des dizaines de tombes sur Naxos au début du XXe siècle. Les fouilles à Paros (Kampos) de I. Varoucha permirent, grâce à la céramique, de faire une première distinction Cycladique Ancien I et Cycladique Ancien II. Cependant, lorsque le British Museum publia en 1928 Catalogue of Sculpture in the British Museum, les statuettes cycladiques sont considérées comme des « idoles primitives » avec un intérêt plus « anthropologique qu'artistique ». Les grandes fouilles à Naxos (Grotta), Paros-Antiparos (ilot de Saliagos entre les deux iles) et Kephala sur Kéa, après la Seconde Guerre mondiale, ainsi qu'à Fteliá, site découvert en 1992 et fouillé à partir de 1995, ont permis d'affiner notre connaissance de la culture cycladique.
Le musée d'Art cycladique à Athènes renferme la plus belle des collections cycladiques au monde, notamment l'idole NAMA Π20934, qui a fait l'objet d'une restitution par l'Allemagne.

## Population et société cycladiques

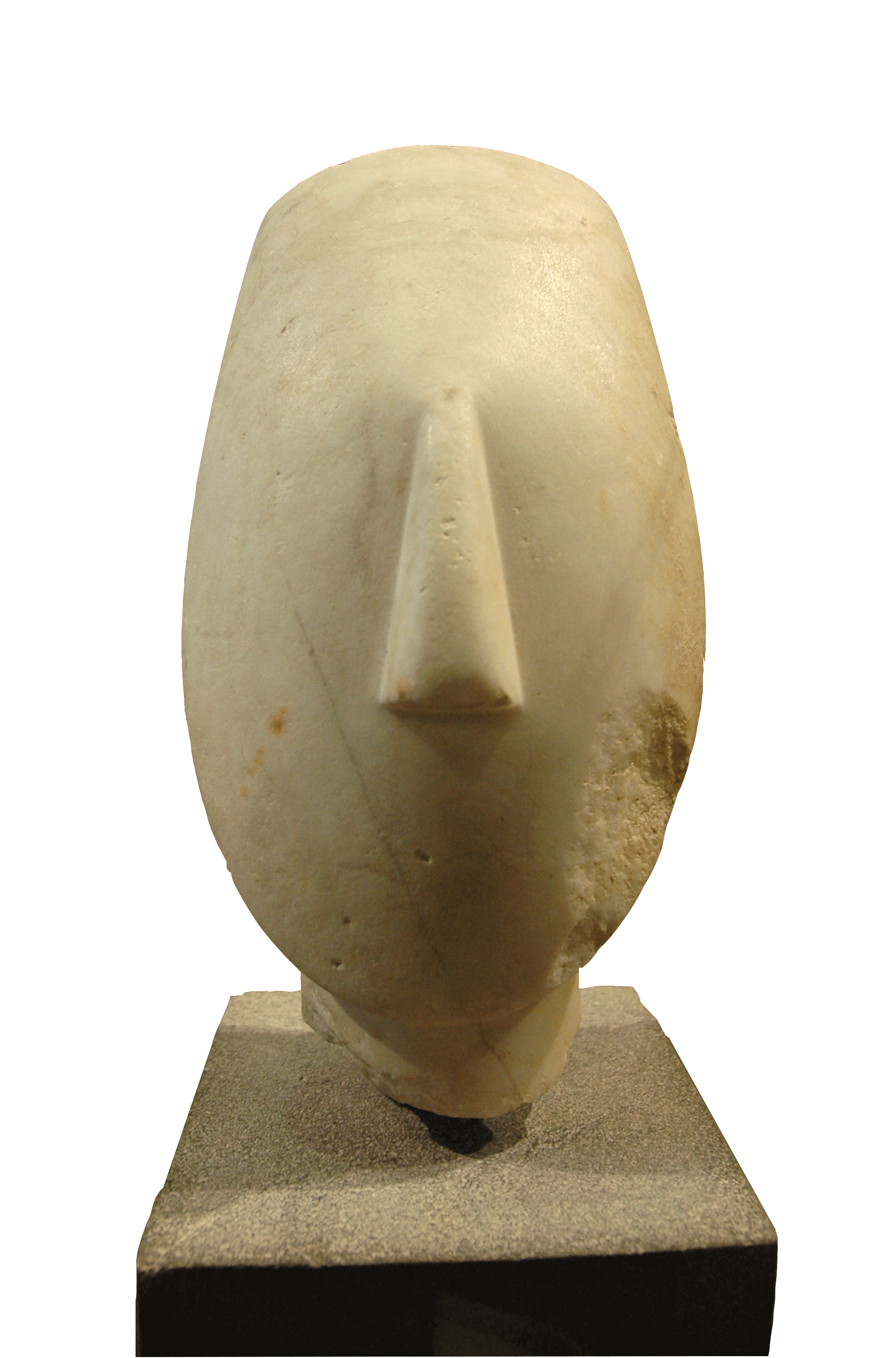
Tête d'une figurine féminine, culture de Kéros-Syros, Cycladique ancien II (2700–2300 av. J.-C.), musée du Louvre.

L'étude des squelettes retrouvés dans les sépultures à ciste, montre une évolution depuis le Néolithique moyen. L'ostéoporose recule même si les affections dentaires et arthritiques restent présentes. L'espérance de vie a progressé : on constate des maxima de quarante à quarante-cinq ans pour les hommes, mais seulement de trente ans pour les femmes. La division sexuelle du travail restait la même que celle constatée au Néolithique moyen : aux femmes les petits travaux domestiques et agricoles, aux hommes les plus gros travaux et l'« artisanat ». L'agriculture reposait, comme ailleurs en Méditerranée, sur les céréales, la vigne et l'olivier. L'élevage se concentrait déjà principalement sur les chèvres et les moutons, ainsi qu'un peu de porcs ; mais très peu de bovins, encore aujourd'hui peu développés dans les iles. La pêche complétait les ressources alimentaires, grâce par exemple aux migrations régulières de thons. Le bois était plus abondant alors qu'aujourd'hui, permettant la construction des charpentes et des navires.

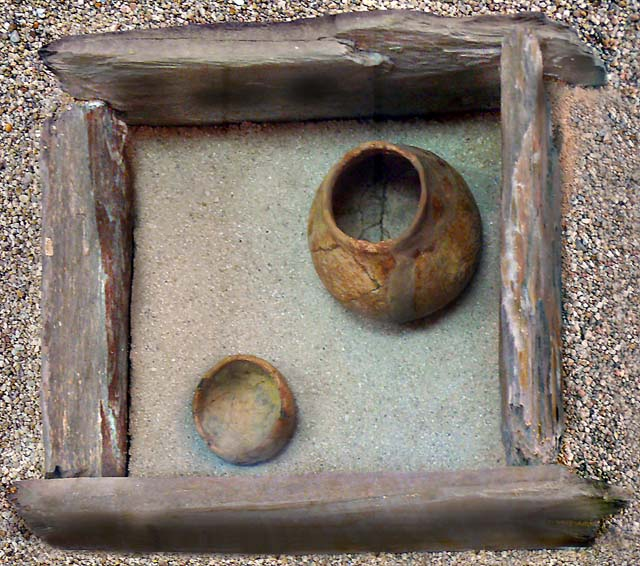
Reconstitution d'une tombe à cistes.

Les habitants des Cyclades étaient de remarquables marins et commerçants, grâce à la position de leurs iles. Il semblerait que les Cyclades aient alors plus exporté qu'importé de marchandises, fait assez unique dans leur histoire. La céramique retrouvée dans divers sites cycladiques (Phylakopi sur Milos, Agía Iríni sur Kéa et Akrotiri sur Santorin) prouve l'existence de routes commerciales allant de la Grèce continentale à la Crète en passant par les Cyclades, principalement les Cyclades de l'ouest jusqu'au Cycladique récent. Des vases produits sur le continent ou en Crète et importés dans les iles ont été trouvés lors de fouilles sur ces trois sites.
L'existence d'artisans spécialisés est attestée : fondeurs, forgerons, potiers et sculpteurs, mais il est impossible de dire s'ils vivaient de leur travail. L'obsidienne resta le matériau dominant pour la fabrication des outils, même après le développement de la métallurgie. On a retrouvé des outils fabriqués dans un bronze primitif, alliage de cuivre et d'arsenic. Le cuivre provenait de Kythnos et contenait déjà une forte teneur d'arsenic. L'étain, dont la provenance n'a pas été déterminée, ne fut introduit dans les iles qu'à la fin de la culture cycladique. Les bronzes à l'étain les plus anciens ont été trouvés à Kastri à Tinos (période de la Culture Phylakopi), et leur composition prouve qu'ils provenaient de Troade, soit sous forme de matières premières, soit déjà sous forme de produits finis. Des échanges commerciaux existaient alors entre la Troade et les Cyclades.
Ces outils servaient à travailler le marbre, surtout originaire de Naxos et Paros, soit pour les célèbres idoles cycladiques, soit pour les vases de marbre. Il ne semble pas que le marbre ait alors été exploité dans des mines, comme de nos jours : il se serait trouvé en grande quantité à fleur de sol. Cependant, les outils d'obsidienne de Milos restaient les plus nombreux car moins chers. L'émeri de Naxos fournissait aussi des matériaux de polissage. Enfin, la pierre ponce de Santorin permettait un fini parfait.
Les pigments retrouvés sur les statuettes, mais aussi dans les tombes, étaient aussi originaires des iles, comme l'azurite pour le bleu et le minerai de fer pour le rouge.
Une étude de paléogénétique a mis en évidence une forte proportion de consanguinité dans la région égéenne comme en Crète. Environ 30 % des individus montrent un degré de consanguinité équivalent à un mariage des parents entre cousins au premier ou au second degré entre le Néolithique et la fin de l'Âge du Bronze. Cette proportion est encore supérieure (environ 50 %) dans les petites îles comme Salamine, Lazarides (Égine), Koukounariés (Skiathos) et Koufoníssia. Cas unique parmi toutes les anciennes populations étudiées, cette consanguinité n'est pas la résultante d'une population de petite taille, mais semble un trait spécifique aux pratiques maritales de cette société.

## Le Cycladique Ancien

### Période Grotta-Pelos

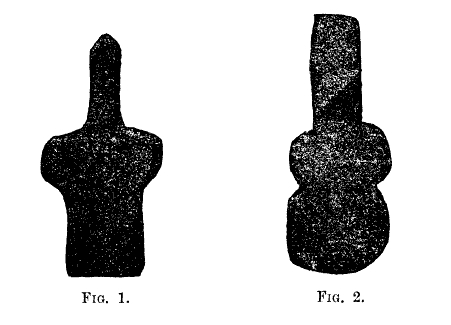
Figurines Grotta-Pelos de type « violon » dessinées par l'archéologue Theodore Bent en 1884 qui identifiait un homme et une femme.

La période tire son nom du site de Grotta, située à Naxos, à l'extérieur de la capitale actuelle de l'ile et du site de Pelos à Milos. D'autres habitats ont été découverts à Paros et Antiparos, à Amorgós (site de Kapros) et ailleurs à Naxos.
La période de Grotta-Pelos est caractérisée par de pacifiques villages côtiers non-fortifiés. Les habitats sont peu connus : les maisons, très rudimentaires, en pierres sèches ont disparu. Pour la fin de la période, on a retrouvé des maisons rectangulaires, à une ou deux pièces, avec des murs en pierres assemblées sans mortier et argile, et couvertes de branchages pour le toit. Les cimetières permettent d'en évaluer la taille. Il s'agissait de petits hameaux agricoles.

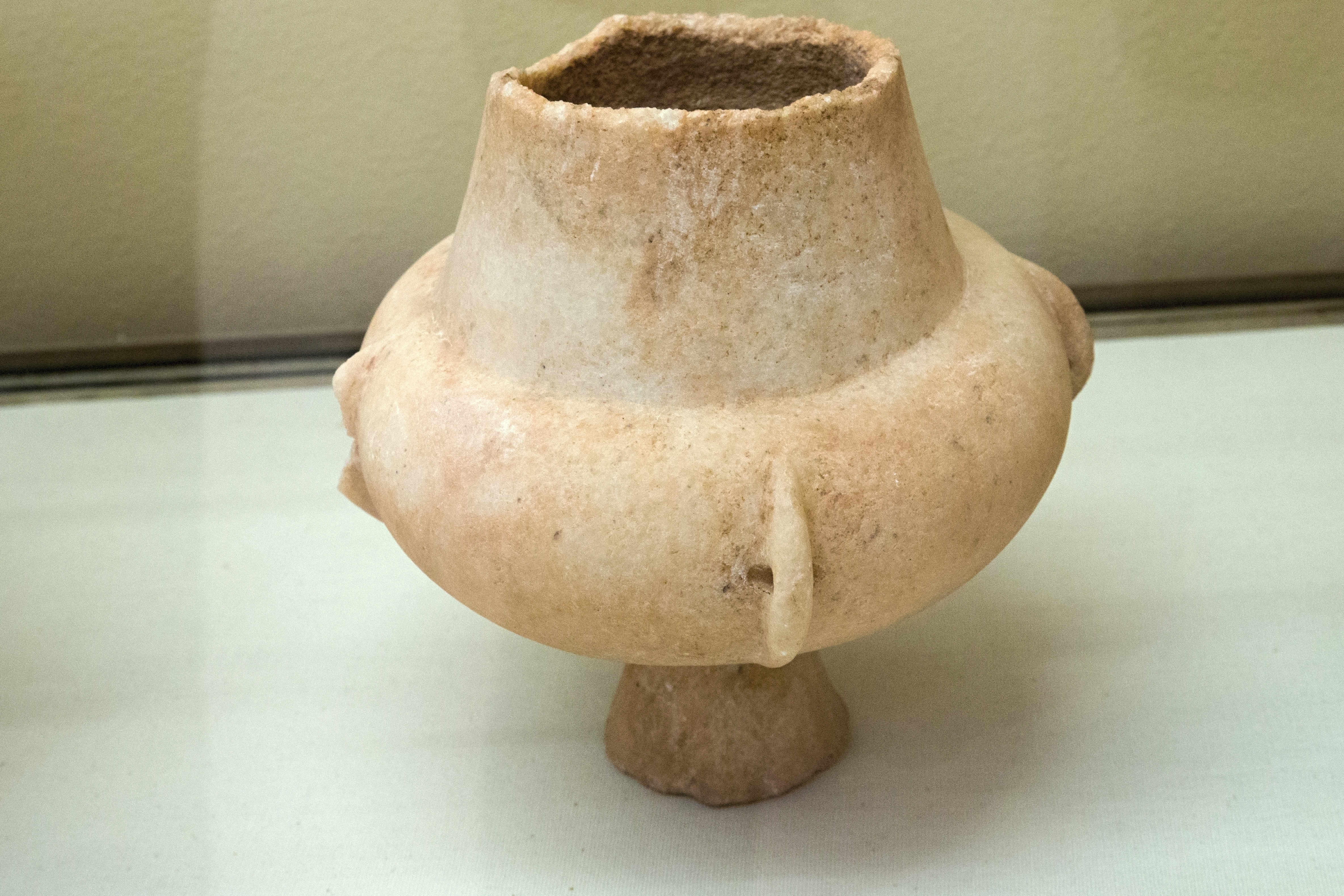
Vase « kandila » de Paros. Cycladique ancien. Marbre, groupe Grotta-Pelos, 3300/3200 - 2800 avant J.C. Musée archéologique de Syros, salle 2

Les tombes sont des inhumations uniques à ciste. On remarque que ces tombes à ensevelissement unique sont souvent regroupées en nécropoles. On en déduit l'organisation en groupes sociaux, mais comme il n'y a ni textes ni écritures, il ne s'agit que d'hypothèses.
Dans ces tombes, des vases en poterie et en marbre, ainsi que des statuettes de marbre, ont été trouvés. La poterie était alors faite à la main (le tour était à peine connu). La boite cylindrique (pyxis) était la forme principale de poterie.
Pour les statuettes, on distingue principalement deux types :
- Les figurines du type de Plastiras sont féminines pour certains cas, les pieds à plat sur le sol. Leur canon est tripartite. On remarque la notation d'un certain nombre de détails anatomiques, même s'ils sont modestes.
- Les idoles violons, datant de la même époque. Ce sont des figurines probablement féminines, où le corps humain est réduit au cou, aux épaules, à un rétrécissement pour la taille et à un élargissement pour les hanches. Ces figurines sont très plates. Un pubis est parfois incisé, et une encolure peut être taillée au bas du cou, extrêmement stylisé. Elles insistent peut être sur la féminité du personnage représenté. On remarque donc que pendant la même phase cohabitent deux tendances totalement différentes.

Dans les mêmes tombes, on a trouvé des vases en marbre à col tronconique, à panse globulaire, et à pied tronconique, les kandèla. La panse, large, est dotée d'oreillettes verticales percées. Ces vases constituent un travail considérable, et sont donc des objets de prix placés dans les tombes. Leur fonction reste incertaine.

### Période Kéros-Syros

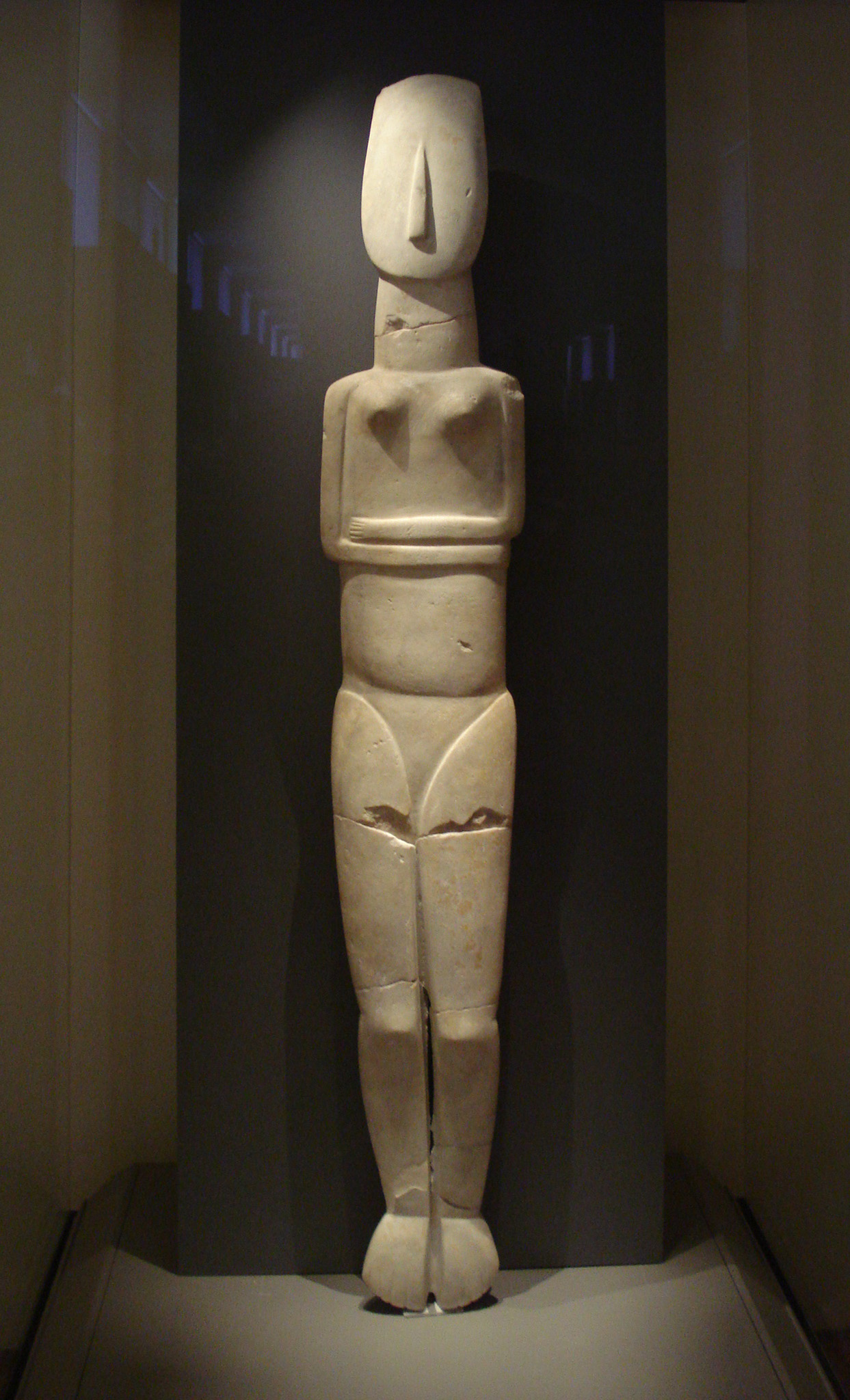
Idole cycladique, marbre de Paros ; hauteur : 1,5 m (plus grand exemple connu de sculpture cycladique), 2800–2300

La période Kéros-Syros est souvent considérée comme l'apogée de la culture cycladique. Elle tire son nom de la Petite Cyclade, aujourd'hui désertée, Kéros, au sud de Naxos et de l'ile de Syros. Elle est aussi la mieux connue, en partie grâce à l'abondance des objets découverts dans les tombes. Les habitats étaient plus grands, atteignant la taille d'un village cycladique actuel, mieux organisés, voire planifiés et mieux construits. Ils étaient situés en bord de mer. Les habitants des iles en tiraient une partie de leur nourriture, mais ils étaient aussi des commerçants qui naviguaient. Les plaines littorales offraient aussi de l'eau potable et des possibilités d'agriculture. Cependant, on connait quelques sites fortifiés sur des hauteurs (Kastri sur Syros, Panormos sur Naxos ou le sommet du « mont » Kynthos sur Délos) mais des maisons étaient construites parfois hors des remparts. La métallurgie du cuivre était très répandue. Poterie et sculpture étaient très développées et inspiraient les cultures voisines.
L'habitat est différent de ce qu'on trouve alors en Crète : pas de palais monumentaux, mais des maisons de pierre avec des poutres de bois et un toit de branchages. Des nécropoles se trouvaient à proximité des villages. Les tombes étaient assez semblables à celle de la période Grotta-Pélos, mais leur taille augmenta, servant parfois à des sépultures multiples, sur plusieurs étages. Par contre, les objets trouvés dans les tombes diffèrent de la période précédente. Les célèbres idoles cycladiques ont le plus souvent été retrouvées dans ces tombes, mais pas exclusivement. De plus, seule une petite partie des tombes contenaient des idoles de marbre. Les offrandes funéraires étaient variées : des statuettes cycladiques, mais aussi des vases de marbre, des bijoux de bronze ou d'argent, des articles de toilette, des tubes contenant des pigments. Sur Amorgós, à la fin de la période, des armes firent leur apparition dans les sépultures.
La poterie Kéros-Syros est très abondante, aux formes de plus en plus variées, et pour la première fois avec des décors peints, et non plus seulement incisés. La forme la plus répandue est celle dite « saucière », forme typiquement cycladique à l'origine et qui influença fortement la poterie sur le continent. Ce fut aussi à cette époque que les « poêles à frire » (dont la fonction demeure un mystère) eurent leur décor le plus élaboré. Des vases zoomorphes sont aussi caractéristiques de cette période.
Les idoles cycladiques Kéros-Syros sont considérées comme le type « canonique » dont les conventions évoluèrent peu en cinq siècles. Il y a cependant des exceptions : le joueur de lyre, des groupes et quelques figures masculines. Le type canonique étaient : une figure féminine stylisée et géométrique, les bras repliés sur le ventre, le droit sous le gauche. De nombreuses hypothèses ont été faites quant à leur signification : poupée (mais on n'en a pas retrouvé dans des tombes d'enfant), substitut d'épouse pour des hommes non mariés, objet de culte, marque de statut social, etc. Aucune hypothèse n'a encore pu être définitivement écartée ou validée.

### Période Phylakopi

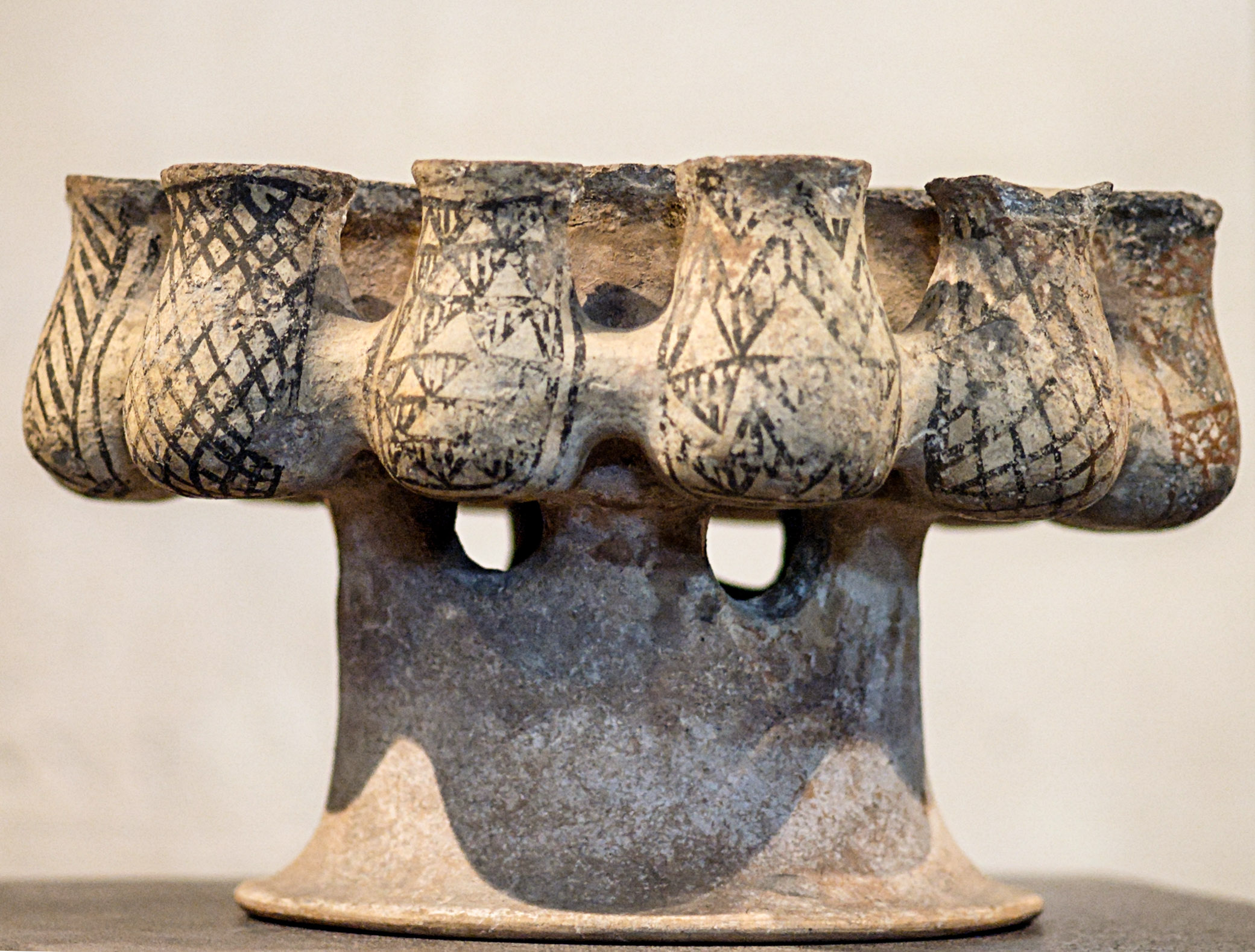
Kernos de Milos

La période tire son nom des niveaux les plus anciens de la ville de Phylakopi sur Milos, on dit parfois aussi Phylakopi I. Elle constitue la dernière phase de la culture cycladique, et est très proche culturellement de ce que l'on connait du Bronze ancien sur le continent et en Crète.
Les habitats se regroupèrent alors en villages relativement importants et bien organisés, comme sur Milos, où Phylakopi était néanmoins le seul habitat quasi-urbain. Les tombes à cistes restèrent majoritaires, même si on peut noter l'apparition de tombes taillées directement dans la roche.
La principale caractéristique de cette période est la disparition progressive des statuettes cycladiques en marbre. On ne connait que quelques figurines schématiques. Par contre, la poterie connut un fort développement et des expérimentations dans les formes, comme les kernos (cf. ci-contre), askos (vase canard) ou vase à bec de feuille.
Les habitants quittèrent ensuite les bords de mer pour s'installer au sommet des iles à l'intérieur d'enceintes fortifiées complétées de tours rondes aux angles, ce qui laisse penser que la piraterie a dû faire alors son apparition dans l'archipel.

### Guides touristiques
- Guide Bleu : Îles grecques, éditions Hachette, 1998  (ISBN 2012426409)
- (en) Robin Barber, Greece, Blue Guide, Londres, 1988  (ISBN 0-7136-2771-9)

### Travaux universitaires
- Claude Baurain, Les Grecs et la Méditerranée orientale. Des siècles obscurs à la fin de l'époque archaïque, Nouvelle Clio, PUF, 1997  (ISBN 2130479936)
- Philippe Bruneau, Michèle Brunet, Alexandre Farnoux, Jean-Charles Moretti, Délos. Île sacrée et ville cosmopolite, CNRS Éditions, 1996  (ISBN 2271054230)
- (en) John F. Cherry et Jack L. Davis, « The Cyclades and the Greek Mainland in Late Cycladic I : the Evidence of the Pottery. », American Journal of Archeology, vol. 26, no 3, juillet 1982.
- (en) J. Lesley Fitton, Cycladic Art., British Museum Press, 1989  (ISBN 0714121606)
- Reynold Higgins, L'Art de la Crète et de Mycènes, Thames & Hudson, Londres, 1995 (1re édition 1967, revue en 1981 et 1995)  (ISBN 2-87811-097-8) (BNF 37483218), (BNF 35805644), p. 53-63
- Alexander Mazarakis Ainian (ed.), Les sanctuaires archaïques des Cyclades. Recherches récentes, Presses universitaires de Rennes, 2016.
- René Treuil, Pascal Darcque, Jean-Claude Poursat, Gilles Touchais, Les Civilisations égéennes du Néolithique à l'Âge du bronze, Nouvelle Clio, PUF, 1989. (ISBN 2130422802)
- Christian Zervos, L'Art des Cyclades, du début à la fin de l'âge du Bronze, 2500-1100 avant notre ère, éditions Cahiers d'art, Paris, 1957.